# KMT2A
Pour les articles homonymes, voir HRX.
Le KMT2A (pour « lysine N-méthyltransférase 2A », la lettre K symbolisant la lysine) est une protéine de type méthyltransférase dont le gène est KMT2A situé sur le chromosome 11 humain. Ses autres noms sont ALLL-1 (pour acute lymphoblastic leukemia 1), MLL (pour myeloid/lymphoid ou mixed-lineage leukemia (MLL), ou HRX (pour zinc finger protein HRX). 

## Rôles
Il est l'un des composants d'un complexe protéique, le TFIID qui permet d'acétyler ou de méthyler les nucléosomes ou les histones. 
Il se fixe sur le promoteur du gène Hox, activant ce dernier et permettant la méthylation de l'histone H3.
Il intervient dans le développement des cellules souches hématopoïétiques.

## En médecine
La translocation du gène entraîne la formation d'une protéine perdant son rôle de méthyltransférase et favorise la transformation des cellules hématopoïétiques en cellules leucémiques.